# Ingrid Larsen (udspringer)
 Der er flere personer med dette navn, se Ingrid Larsen.
Ingrid Larsen gift Sabroe (født 12. juli 1912 i Rudkøbing, død 18. februar 1997) , var en dansk udspringer. Kåret som Årets fund 1931 og blev dansk mester samme år. Hun deltog i de Olympiske lege 1932 i Los Angeles, hvor det blev til en 8. plads på 3 meter og en 5. plads på 10 meter. Gift med redaktør og revydirektør Povl Arthur Sabroe.
Hun er mor til Morten Sabroe, der har udgivet den selvbiografiske bog DU SOM ER I HIMLEN (ISBN 87-567-8473-2) om hende og sit forhold til hende.